# Telipna ja
Telipna ja är en fjärilsart som beskrevs av George Thomas Bethune-Baker 1926. Telipna ja ingår i släktet Telipna och familjen juvelvingar. Inga underarter finns listade i Catalogue of Life.